# Manuel Joaquim de Sousa
Manuel Joaquim de Sousa (Paranhos, Porto, 24 de Novembro de 1883 - Lisboa, 27 de Fevereiro de 1944) foi uma das figuras de destaque do movimento anarco-sindicalista português e um dirigente sindical importante da I República.   Em 1919, foi eleito como primeiro secretário-geral da Confederação Geral do Trabalho e mais tarde foi o redactor principal do diário confederal “A Batalha”.    Orador influente, jornalista e polemista (para alguns, muito sectário ideologicamente – ver, como exemplo, a questão da sua “obstinação” contra a revolução russa e os marxistas, uma vez que se oponha a qualquer forma de autoritarismo), marcou uma geração de sindicalistas libertários.   

## Biografia
Depois de escassos meses de escola primária, as necessidades económicas da família atiraram-no, ainda criança, para o mundo do trabalho e da exploração. Servente de carpinteiro e de alfaiate, aos 12 anos começou a trabalhar de sapateiro, o que viria a ser a sua profissão. Desde muito novo interessado pelas leituras, é atraído pelos ambientes anarquistas nortenhos do fim do século XIX e faz a sua aprendizagem militante nas associações de classe dos sapateiros portuenses.  
Carlos Nobre, Benjamim Relido e, sobretudo, Serafim Lucena, são então homens de grande projecção do anarquismo.  Por volta de 1903 comprou o seu primeiro jornal anarquista "O Despertar". Uns anos mais tarde, em 1908, participa no Grupo de Propaganda Libertária onde publica um folheto intitulado O primeiro de Maio e as suas Origens - grupo que em seguida se transforma no Comité de Propaganda Sindicalista do Porto, peça importante na construção do sindicalismo revolucionário . Participa do jornal anarquista "A Vida" (1905-1910) dinamizado por Serafim Cardoso Lucena e Joaquim Henrique Teixeira Júnior. Posteriormente, após o encerramento do periódico "A VIda" (por questões legais) lança-se com outros camaradas, como António Alves Pereira e Serafim Cardoso Lucena, num novo protejo, o jornal, "A Aurora" (1910-1920).Toma parte activa no 1.° e no 2.° Congresso Sindicalista. Neste último, em 1911, são constituídas duas Uniões Operárias, a de Lisboa e a do Porto, sendo Manuel Joaquim de Sousa escolhido para secretário-geral da última.     Impulsiona a actividade do Centro e Biblioteca de Estudos Sociais, verdadeiro foco de irradiação cultural e doutrinária do anarquismo nortenho. Publica então um livro intitulado O Sindicalismo e a Acção Directa, onde descreve o método da Acção Directa no contexto sindicalista.  No 1º Congresso Anarquista Português defenderia em duas sessões as teses «Organização Anarquista» e «Sindicalismo e Anarquismo».
Em 1914 representa a organização sindicalista do norte no Congresso Operário de Tomar, onde nasce a União Operária Nacional, a primeira central sindical portuguesa, de orientação nitidamente sindicalista revolucionária. 
Tomou também parte na delegação portuguesa ao Congresso Contra a Guerra, em 1915, no Ferrol, a qual foi presa e expulsa para Portugal.  Tempos depois passou a viver em Lisboa e no ano de 1919 participa do Congresso de Coimbra onde a UON dá lugar à CGT.  Manuel Joaquim de Sousa foi redactor das bases da Confederação, bem como da tese "Relações Internacionais". Eleito secretário-geral do primeiro Comité Confederal, ocupou esse cargo durante três anos, até ao Congresso da Covilhã. Anos de intensa fermentação revolucionária, o entusiasmo suscitado pela revolução russa, as lutas na Alemanha, na Hungria, na Itália; e, em Portugal, as greves de grandes proporções dos ferroviários, dos correios e telégrafos, do professorado, do funcionalismo, da construção civil, da metalurgia, e outros movimentos proletários.  Sousa propõe a criação e redige as bases da Liga Operária de Expropriação Económica, que, seria paralelamente à C.G.T. e no plano consumidor, o organismo económico da Revolução.  Ainda neste período, e como anarco-sindicalista, Manuel Joaquim de Sousa critica publicamente as posições e actividades dos maximalistas e do Partido Comunista numa série de artigos intitulados "A boa paz", publicados por A Batalha, de que era, ao tempo, director. 
Em 1925 representa a sua Federação do Calçado no Congresso de Santarém. Preso após o 7 de Fevereiro de 1928, é forçado, como todos os outros, a uma semi-clandestinidade.  Participa então na criação da Aliança Libértária, e entra no seu comité executivo de Lisboa. Por estas actividades, é de novo preso, em 1933, encontrando-se na cadeia na altura do 18 de Janeiro do ano seguinte.   Doente, mas sempre mantendo o contacto com os companheiros inteira-se das suas actividades clandestinas. 
Encontra-se colaboração da sua autoria na revista   Renovação (1925-1926) . 
Morreu em Lisboa, a 27 de Fevereiro de 1944. 

## Obras
- Sindicalismo e Acção Directa (1931)
- O Sindicalismo em Portugal: esboço histórico (1931)
- Últimos tempos de Acção Sindical Livre e do Anarquismo Militante (1989)